# Kazimierz Tumidajski
Kazimierz Tumidajski, poljski general, * 1897, † 1945.
Leta 1994 je bil posmrtno povišan v brigadnega generala.